# علاقة غير تناظرية
في الرياضيات، أي علاقة ثنائية R معرفة على مجموعة ما X، هي علاقة غير تناظرية إذا توفر ما يلي بالنسبة لأي عنصرين a و b من المجموعة X: إذا كان a مرتبطا ب b بواسطة العلاقة R، فإن b غير مرتبط ب a.